# Gekkonotrema postporum
Gekkonotrema postporum är en plattmaskart. Gekkonotrema postporum ingår i släktet Gekkonotrema och familjen Gekkonotrematidae. Inga underarter finns listade i Catalogue of Life.